# Karkopf Mitter
Il    Karkopf Mitter     è una montagna di 2.588 m. di altezza, nel sottogruppo del Geigenkamm,  nelle Alpi Venoste, nel Tirolo, in Austria. Vicino si trovano le montagne del Blosse 2.536 m., Mutzeiger 2.277 m., Kreuzjochspitze 2.675 m., Erster Karkopf 2.513 m.  La montagna si trova, un sottogruppo delle Alpi Venoste, lungo la Tumpental, una valle laterale all'Ötztal vicino al villaggio di Tumpen (937 m.) nel comune di Umhausen

## Accesso
La vetta è raggiungibile attraverso l'Armelenhütte (1.747 m.) e l'Erster Karkopf (2.513 m.). Un percorso alternativo conduce alla vetta passando per gli alpeggi Vorderer Tumpenalm (1.831 m.) e l'Hinterer Tumpenalm (2.191 m.).

## I casi di omonimia del monte Karkopf
Esistono dieci oronimi Karkopf tra Italia, Germania e Austria, la maggior parte nel sottogruppo del Geigenkamm nel comune di Umhausen:
- Klockerkarkopf  (Vetta d'Italia) 2.912 m.
- Fuscherkarkopf (Gruppo del Glockner) 3.331 m.
- Karkopf (Alpi Settentrionali di Berchtesgaden) 1.738 m.
- Karkopf (Alpi del Chiemgau) 1.510 m.
- Karkopf (Monti di Mieming) 2.470 m.
- Karkopf (Gruppo del Verwall)  2.948 m.
- Karkopf Hoher (Alpi Venoste)  2.686 m.
- Karkopf Mitter 2.588 m. (Alpi Venoste)
- Erster Karkopf 2.430 m. (Alpi Venoste)
- Karkopf Weiter  2.777 m.  (Alpi Venoste)[1]